# Lê Văn Thắng (tướng công an)
Lê Văn Thắng là một tướng lĩnh Công an nhân dân Việt Nam, cấp bậc Trung tướng. Ông nguyên là Bí thư Đảng ủy, nguyên Giám đốc Học viện An ninh nhân dân.

## Tiểu sử
Lê Văn Thắng có học vị Tiến sĩ, học hàm Phó giáo sư.
Ngày 12 tháng 4 năm 2018, Đại tá Lê Văn Thắng, Phó giám đốc Học viện An ninh nhân dân, được Bộ trưởng Bộ Công an bổ nhiệm giữ chức vụ Giám đốc Học viện này.
Tháng 9 năm 2018, ông được Chủ tịch nước Việt Nam thăng cấp Thiếu tướng.
Ngày 18/9/2022, ông được Chủ tịch nước thăng cấp  từ Thiếu tướng lên Trung tướng.
Năm 2023, Ông nghỉ hưu theo chế độ.

## Lịch sử thụ phong quân hàm
| Năm thụ phong | –      | 2018        | 2021        |
| ------------- | ------ | ----------- | ----------- |
| Quân hàm      |        |             |             |
| Cấp bậc       | Đại tá | Thiếu tướng | Trung tướng |

Lê Văn Thắng là một tướng lĩnh trong Công an nhân dân Việt Nam, nguyên Bí thư Đảng ủy, nguyên Giám đốc học viện An ninh nhân dân.
1. ↑  "Công bố Quyết định của Bộ trưởng Bộ Công an về việc bổ nhiệm Giám đốc mới của Học viện An ninh nhân dân". Học viện An ninh nhân dân. 2018-04-12. Bản gốc lưu trữ ngày 5 tháng 8 năm 2019. Truy cập ngày 5 tháng 8 năm 2019.
2. ↑  PV (Theo Chinhphu.vn). "Đại tá Lê Văn Thắng làm giám đốc Học viện An ninh nhân dân". Báo Pháp luật TPHCM. 2018-04-15. Truy cập ngày 5 tháng 8 năm 2019.
3. ↑  Văn phòng Học viện. "Học viện Chính trị CAND chúc mừng đồng chí PGS. TS Lê Văn Thắng, Giám đốc Học viện An ninh nhân dân được thăng cấp bậc hàm từ Đại tá lên Thiếu tướng". Học viện Chính trị CAND. 2018-09-07. Truy cập ngày 5 tháng 8 năm 2019.